# Thérondels
Thérondels is de noordelijkste gemeente in het Franse departement Aveyron (regio Occitanie) en telt 478 inwoners (1999). De plaats maakt deel uit van het arrondissement Rodez.
Ten zuiden van Douzalbats is een landingspiste voor ultralichte motorluchtvaartuigen, ULM's.

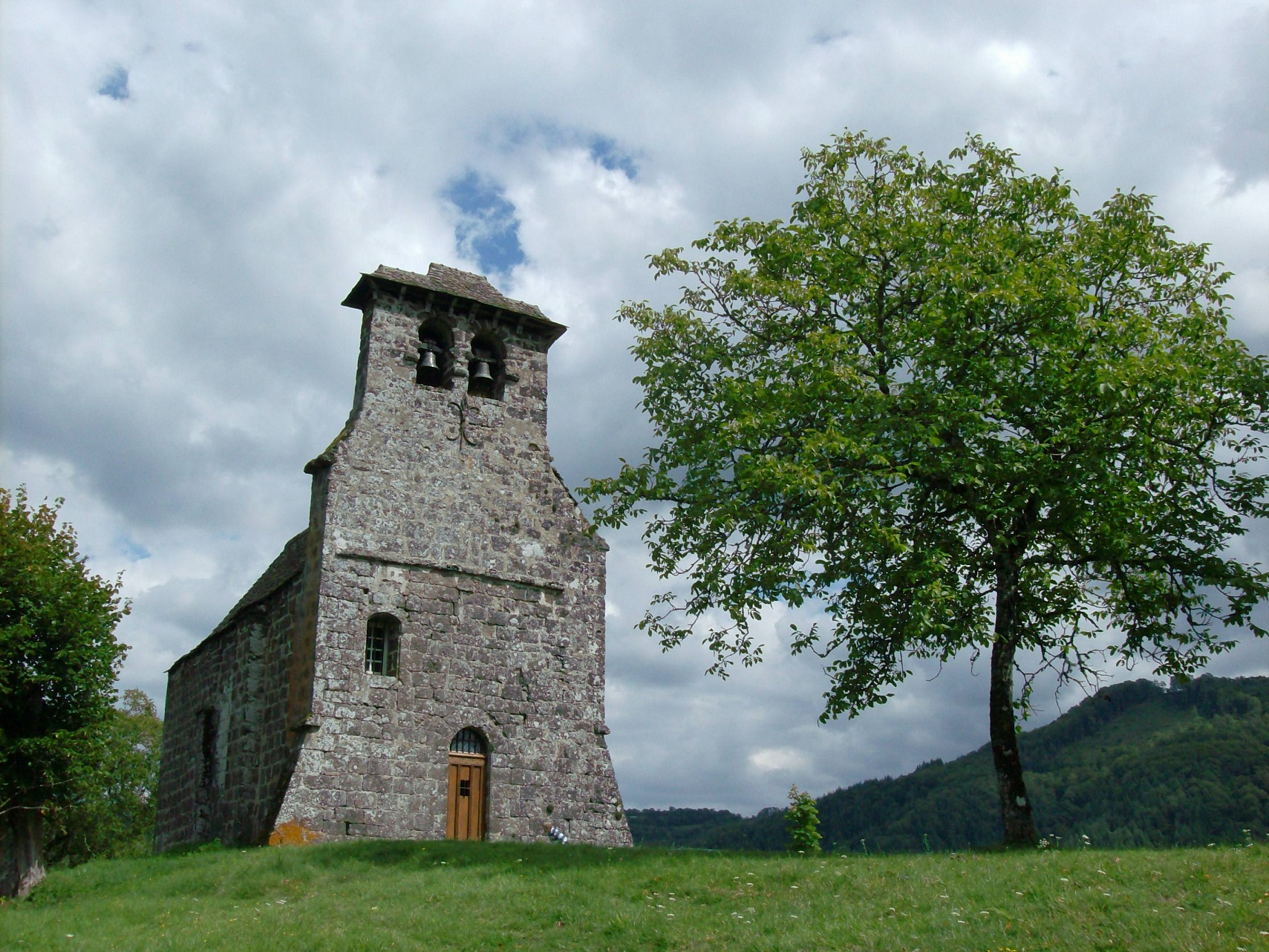
11e-eeuwse kapel in Laussac, een van de dorpjes binnen de gemeente Thérondels

## Geografie
De oppervlakte van Thérondels bedraagt 38,8 km², de bevolkingsdichtheid is 12,3 inwoners per km².
Naast het dorp Thérondels telt de gemeente nog diverse andere dorpen en gehuchten: le Bousquet, Campheyt, Casternac, Douzalbats, Faliès, Fieux, Frons, Gorse, Jou, Ladignac, Laussac, Longvieux, Mandilhac, le Meyniel, Nigresserre en Pervilhergues. In het zuiden grenst de gemeente aan het stuwmeer van Sarrans. Het dorp Laussac kwam na de bouw van de stuwdam in 1933 te liggen op een schiereilandje in dit meer.

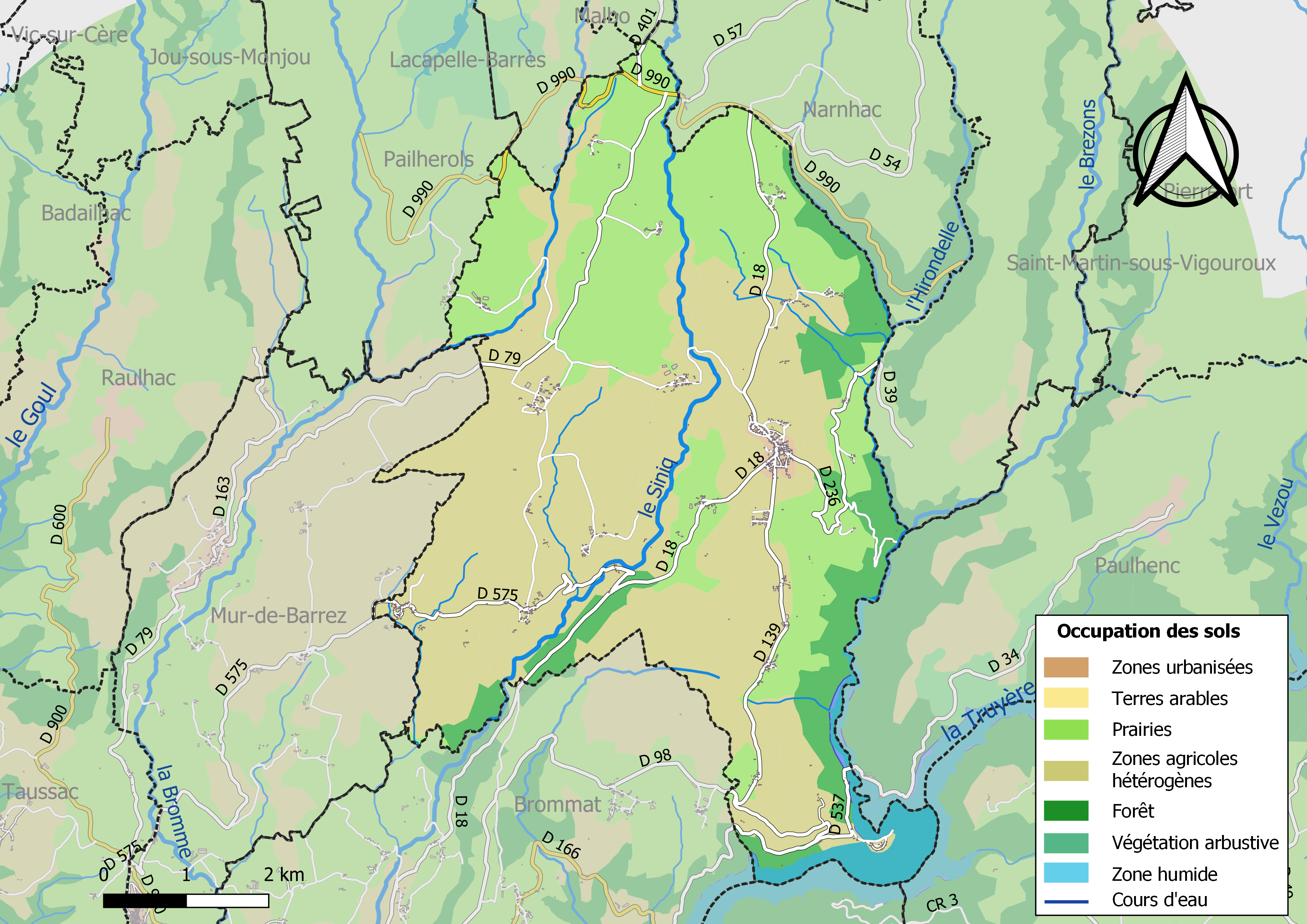
Kaart van de gemeente met de belangrijkste infrastructuur, bodemgebruik en omliggende gemeenten

## Demografie
Onderstaande figuur toont het verloop van het inwonertal (bron: INSEE-tellingen).

Vanwege een beveiligingsprobleem met de MediaWiki Graph-software is het momenteel niet mogelijk deze grafiek weer te geven. Zodra de software is bijgewerkt zal de grafiek vanzelf weer zichtbaar worden.